# ملکه زیبایی هند
ملکه زیبایی هند (انگلیسی: Femina Miss India)
جشنواره زیبایی در هند که برای یافتن زیباترین زن هند است.